# 40号室
40号室（Room 40）是英国海军部在第一次世界大战期间建立的密码分析部门。该机构于1914年10月由英国海军情报科主任雷金纳德·霍尔建立。40号室将截获的德国电报转交詹姆斯·阿尔弗雷德·尤因，尤因则负责招募其他人员并一同破译电报。据估计，一战期间40号室共破译了15000条德国电报，其中最为知名的是齐默尔曼电报，该电报的破译最终导致美国参战，是英国一战情报史上最重要的成果。1914年8月，英国盟友俄罗斯从触礁的马格德堡号小巡洋舰缴获了一份密码本，40号室以此为契机而建立。